# Maison de nos Aïeux
La Maison de nos Aïeux est le centre d'histoire et de généalogie de l'Île d'Orléans au Québec géré par la Fondation François-Lamy depuis 1998. Située dans l'ancien presbytère de Sainte-Famille de l'Île d'Orléans construit en 1888, elle offre des expositions sur deux étages retraçant l'histoire de l'île de la colonisation jusqu'à aujourd'hui. De plus, elle offre une aide de recherche en généalogie et possède un centre de documentation rempli d'ouvrages rares en lien avec les familles souches.

## Histoire

### Presbytère
Au cœur de l'îlot paroissial, le presbytère est le cinquième et dernier à avoir été construit dans la paroisse.
Datant de 1888, il a été construit dans un style Second Empire selon les plans de l'architecte David Ouellet pour le prix de 4453$.
Plus de 7500 briques ont été utilisés pour sa construction et il possède un toit mansardé en tôle canadienne typique de l'architecture de la fin du 19e siècle.
Le curé Louis-Joseph Gagnon a supervisé les travaux.

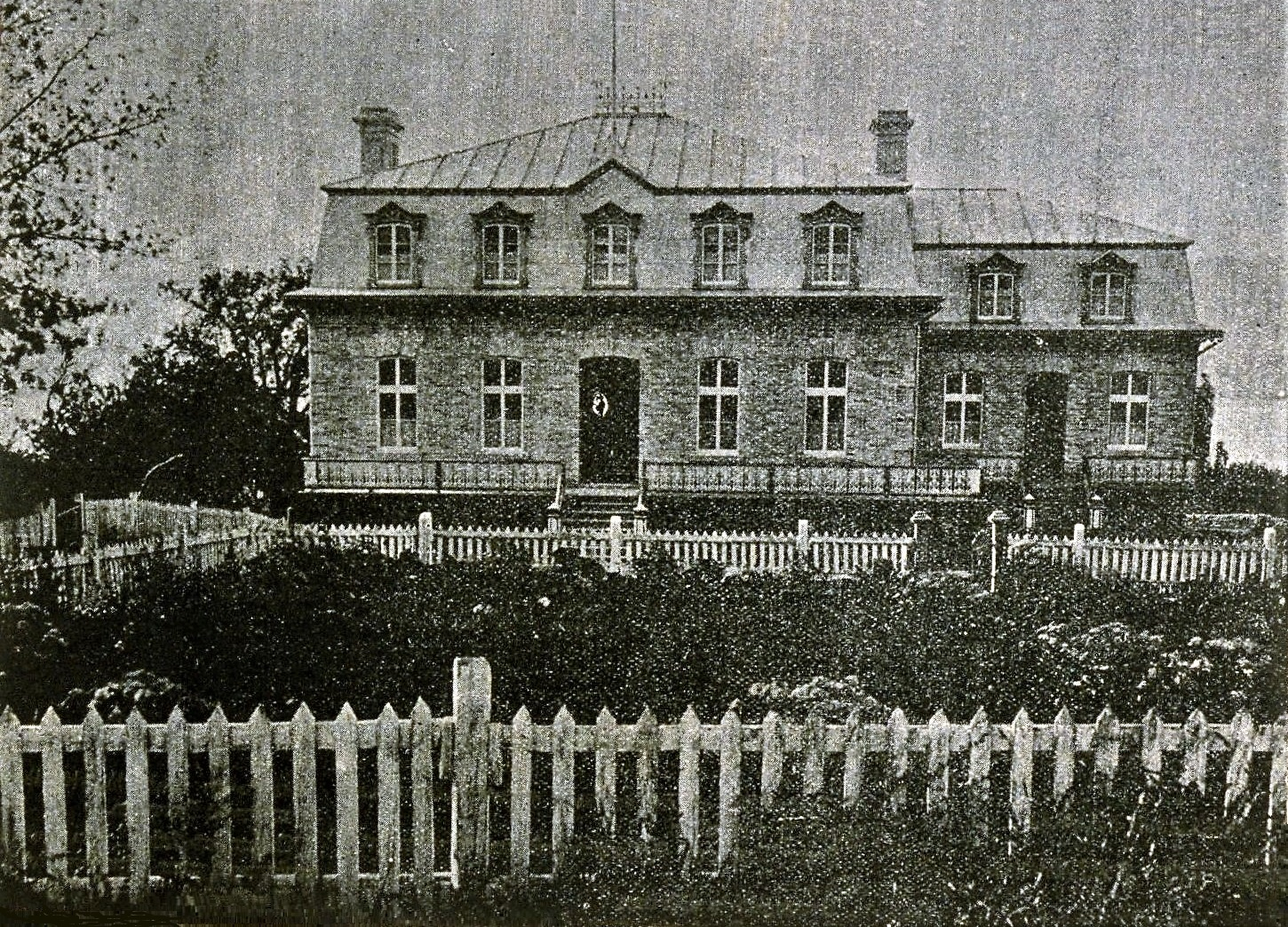
Vers 1890
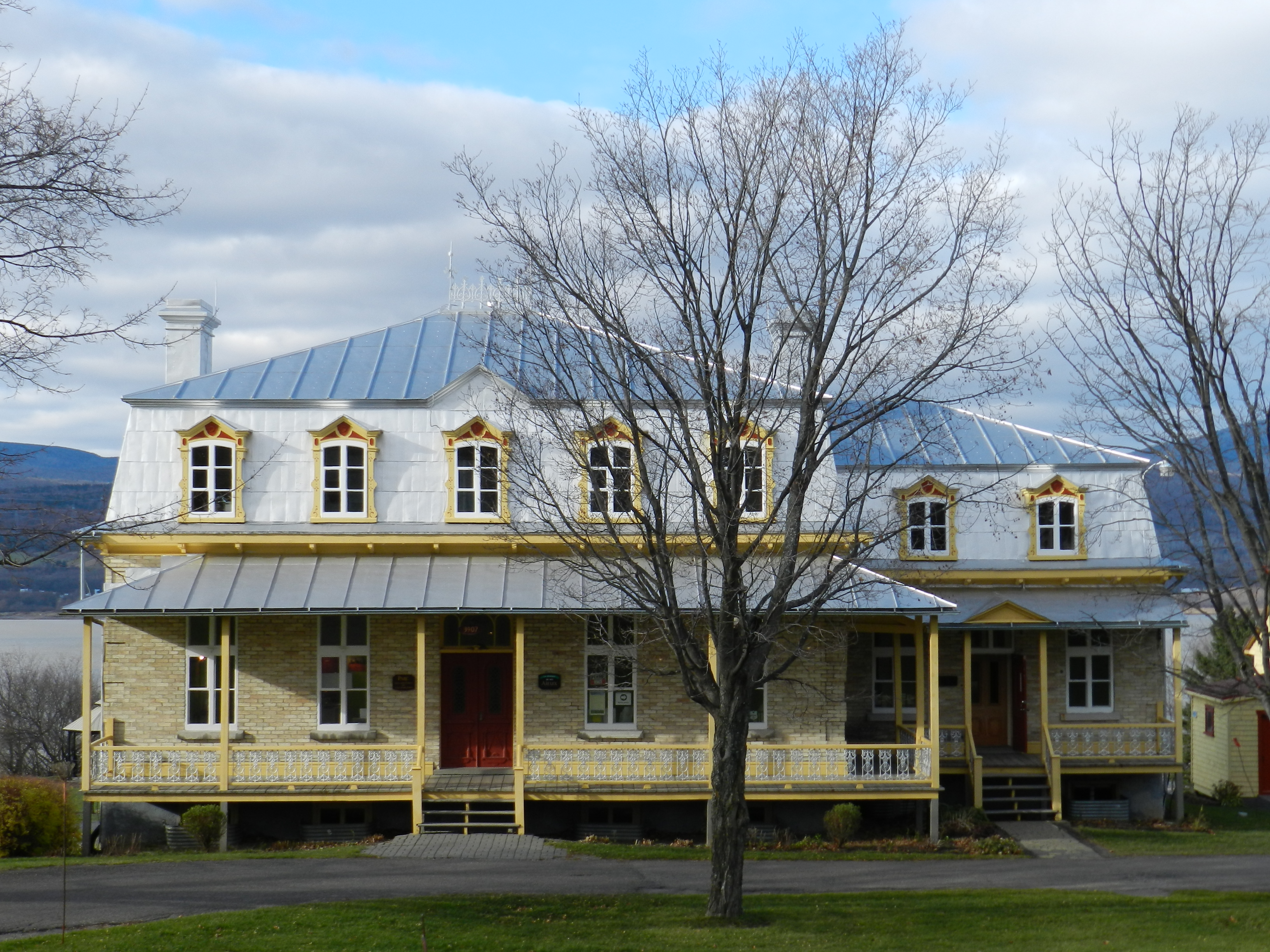
En 2013
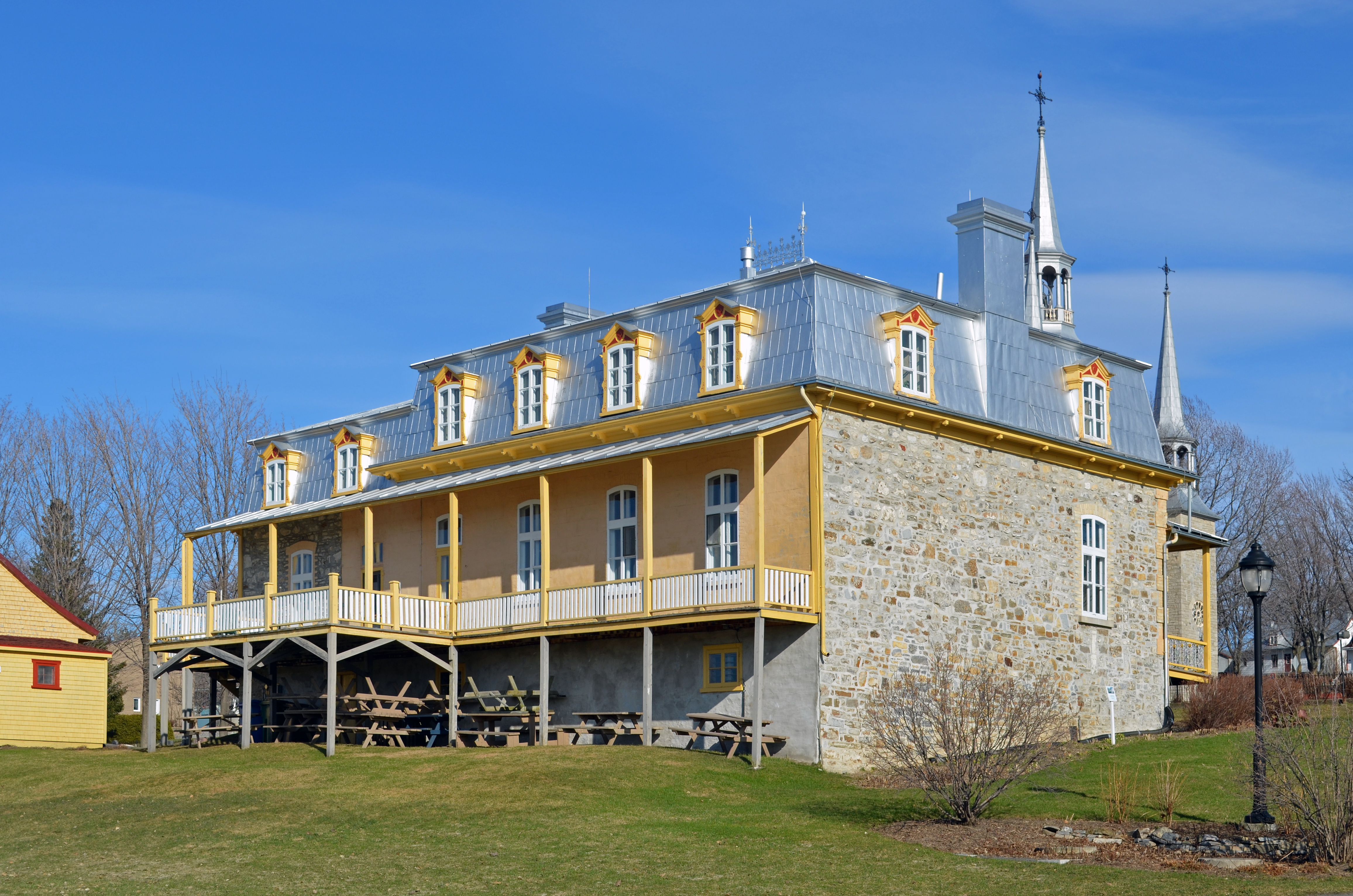
Vue arrière

### Occupants
Les curés ayant habité le presbytère sont dans l'ordre:
- Louis-Joseph Gagnon de 1877 à 1909
- Théodore Mercier de 1909 à 1912
- Théodore Trudel en 1912
- Philippe-Mendoza Bernard de 1912 à 1915
- Alfred-Herménégilde Martel de 1915 à 1927
- Jean-Baptiste-Arthur Poulin de 1927 à 1932
- Ferdinand Côté de 1932 à 1951
- Edmond Pelletier de 1951 à 1955
- Joesph Matte de 1955 à 1958
- Rosaire Veilleux de 1958 à 1969
- Gérard Robitaille de 1969 à 1970
- Roland Lord de 1970 à 1982
- Bertrand Fournier de 1982 à 1988

### Fondation François-Lamy
La Fondation François-Lamy est un organisme à but non-lucratif basé à Sainte-Famille de l'Île d'Orléans. Créée en 1978 par Georges-Henri Blouin, Pascal Poulin et le curé Bertrand Fournier, sa mission est de préserver et de diffuser le patrimoine de l'île. En 1998, après une période de questionnement par rapport à la vocation du bâtiment, la Fondation fait l'acquisition de l'ancien presbytère de Sainte-Famille, qui devient la Maison de nos Aïeux, le centre d'histoire et de généalogie de l'île d'Orléans consacré aux familles souches. Depuis 2003, la Maison de nos Aïeux présente une exposition consacrée aux familles fondatrices. Elle héberge également un centre de documentation et gère l'entretien du Parc des Ancêtres.

## Parc des Ancêtres

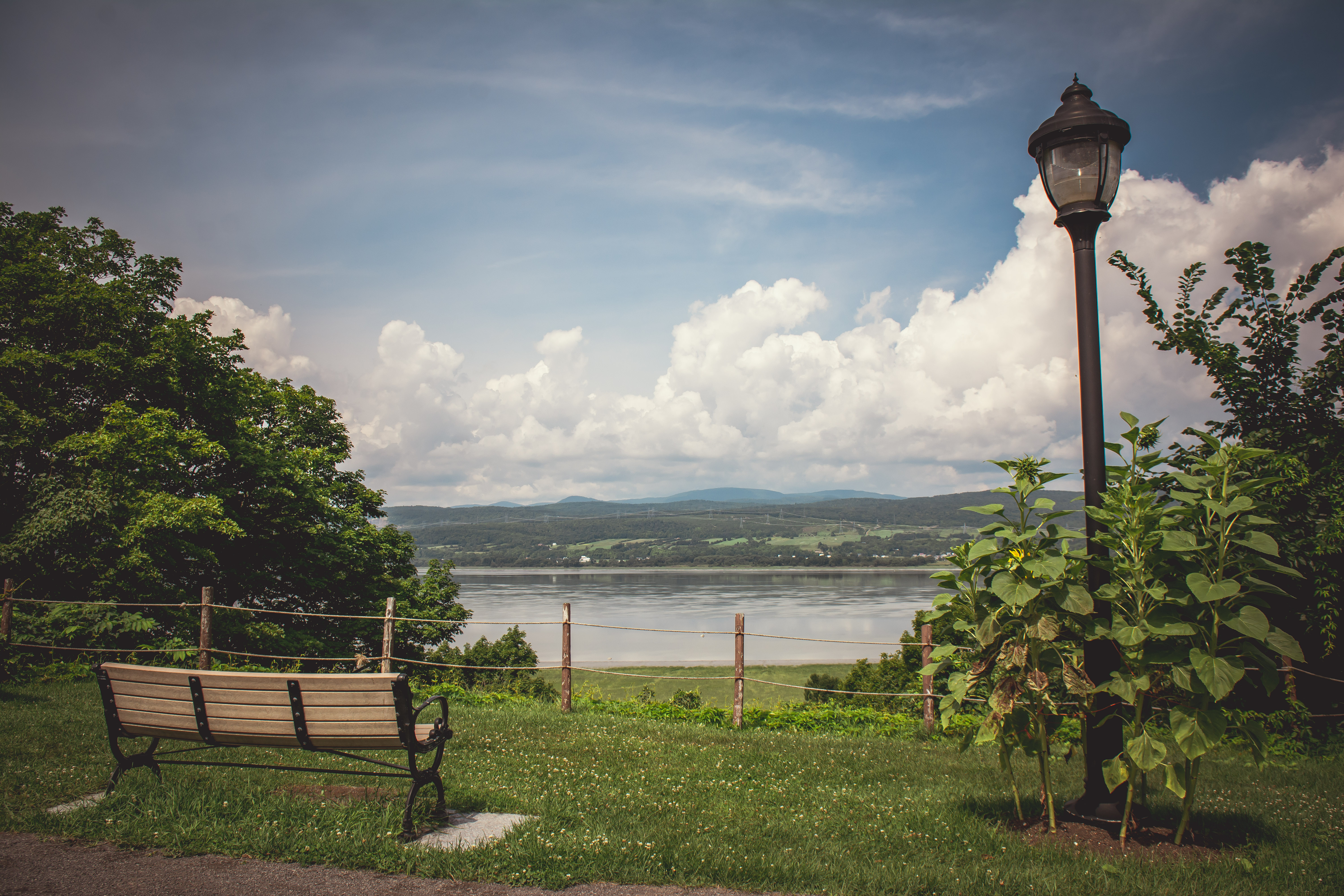
Parc des Ancêtres

Le Parc des Ancêtres est situé derrière la Maison de nos Aïeux. Il s'agit d'un parc public dédié à la mémoire des familles fondatrices de l'Île d'Orléans. Il accueille des événements tels que des mariages et des petits concerts. Le parc expose également un monument où sont nommées les 317 familles souches de l'île.